# مكتبة الجامعة الإسلامية في لبنان
مكتبة الجامعة الإسلامية في لبنان، وهي مكتبة تابعة للجامعة الإسلامية في لبنان.

## التأسيس
تأسست المكتبة المركزية في الجامعة الإسلامية عام 1996، وفي العام 2011، تم افتتاح المكتبة الفرعية في فرع الجامعة-صور.

## الأقسام والمحتويات
تحتوي المكتبة على أكثر من 20 ألف عنوان، أي حوالي 26 ألف مادة من كتب ودوريات، ووسائط سمعية-بصرية وموسوعات وقواميس.
وتتوزّع مجموعات المكتبة على المجالات التالية:
- المعارف العامة
- الديانات
- العلوم الاجتماعية
- اللغات
- العلوم الطبيعية
- العلوم التطبيقية
- الفنون الجميلة
- الآداب
- الجغرافيا والتاريخ والتراجم

## وصلات خارجية
الموقع الرسمي